# Condesa
Condesa est un quartier dans la banlieue centrale de Cuauhtémoc à Mexico. Il comprend trois colonias (en) : Colonia Condesa, Colonia Hipódromo et Colonia Hipódromo Condesa. Le quartier est réputé par son architecture art Deco développé depuis le début du XXe siècle. Il doit son nom de la vieille hacienda de la Comtesse de Miravalle qui y était construite qui aujourd'hui est occupé par l'ambassade de Russie.

## Géographie
Condesa est en fait composé de trois colonias (en) :
- Colonia Hipódromo se situe à l'est de l'avenue Tamaulipas et du Parque España (en)
- Colonia Condesa se situe à l'ouest de l'avenue Tamaulipas et au nord de l'avenue Michoacán
- Colonia Hipódromo Condesa à l'ouest de l'avenue Tamaulipas et au sud de l'avenue Michoacán

## Transports

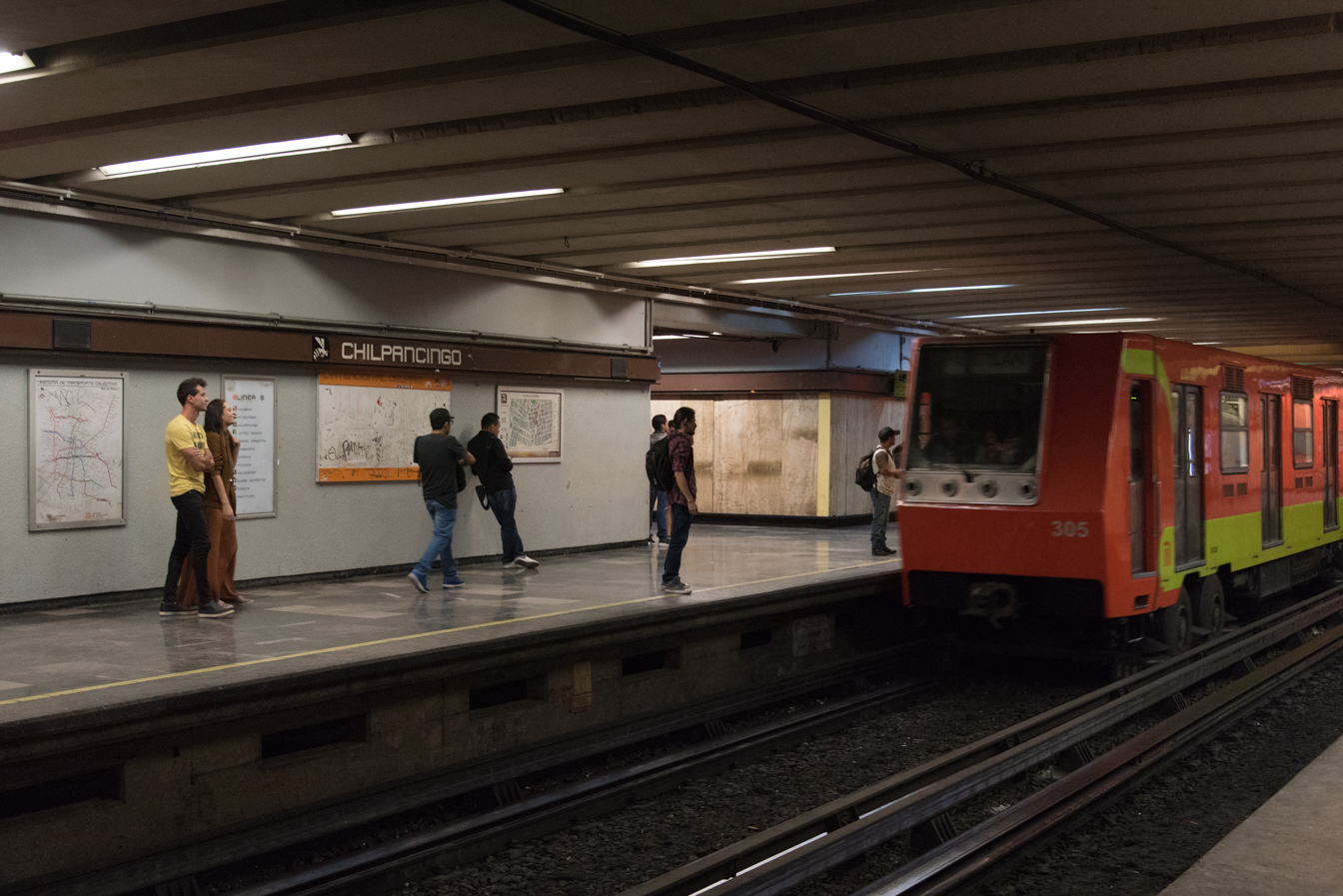
Station du métro de Mexico Chilpancingo

Condesa est desservi par quatre stations du métro de Mexico : Patriotismo, Chilpancingo, Chapultepec et Juanacatlán (métro de Mexico). Le quartier fait également partie de la zone desservie par le Metrobús de Mexico avec quatre stations : Sonora, Campeche, Chilpancingo et Nuevo León.